# Urbano Paracciani Rutili
Urbano Paracciani Rutili (Roma, 8 de fevereiro de 1715 - Fermo, 2 de janeiro de 1777) foi um cardeal do século XVIII

## Biografia
Nasceu em Roma em 8 de fevereiro de 1715. De família nobre. O mais velho dos seis filhos de Rutilio Paracciani e Chiara Maddalena Vitelleschi. Os outros filhos eram Pietro, Anna Maria, Maria Colomba, Angelo e Margherita. Seu sobrenome também está listado como Parracciani; e como Paracciani Rutili. Ele foi batizado no mesmo dia de seu nascimento. Sobrinho do cardeal Giandomenico Paracciani (1706). Tio-avô do cardeal Niccola Paracciani Clarelli (1844). Tio-avô do cardeal Salvatore Nobili Vitelleschi (1875), por parte de mãe. Tio-avô do cardeal Francesco Ricci Paracciani (1880).
Estudou no Collegio di Prato ; e depois, no Collegio di S. Carlo , de Modena, filosofia, a partir de 1732. Mais tarde, estudou no Jesuíta Collegio Romano , sob a disciplina e orientação de seu tio materno, padre Giulio Vitelleschi, SJ. Obteve o doutorado em teologia. Ele então frequentou o Collegio dei Avvocati de Modena, onde obteve o doutorado in utroque iure , tanto em direito canônico quanto em direito civil. Ele também estudou direito com o célebre advogado Angervilliers. Ele manteve uma estreita amizade e familiaridade com os jesuítas ao longo de sua vida.
Recebeu o subdiaconato em 9 de março de 1738; e o diaconato em 16 de março de 1738.
Ordenado em 23 de março de 1738. Chamberlain de honra do Papa Bento XIV em 26 de janeiro de 1741. Prior do Collegiode S. Maria na Via Lata, Roma, em 1741. Referendário dos Tribunais da Assinatura Apostólica da Justiça e da Graça. Eleitor do Tribunal da Assinatura Apostólica de Justiça, setembro de 1743; seu auditor em 1744. Prelado da SC do Reverendo Fabrico de São Pedro. Tenente civil do auditor da Câmara Apostólica, novembro de 1749. Nomeado auditor da Sagrada Rota Romana, em substituição a monsenhor Luigi Mattei, que havia sido promovido a cardinalato; sua nomeação foi contestada por vários auditores por ter dito algumas coisas ingratas da Rota, mas o Papa Bento XIV o apoiou fortemente e entregou duas cartas da família ao decano da Rota; prestou juramento em 26 de junho de 1754; seu reitor, de 14 de fevereiro de 1761 a 9 de julho de 1764; permaneceu na Rota até 3 de agosto seguinte. Decano dos auditores de causas do Palácio Apostólico. Canonista da Penitenciária Apostólica, janeiro de 1761. Consultor da Suprema SC da Inquisição Romana e Universal; e da SC dos Ritos. Eleitor da Congregação de Fermo.
Eleito arcebispo de Fermo, 9 de julho de 1764; como tal, ele era o príncipe de Fermo. Consagrada, em 25 de julho de 1764, capela paulina do palácio Qurinale, Roma, pelo Papa Clemente XIII, auxiliado por Giovanni Ottavio Bufalini, arcebispo titular da Calcedônia, e por Giovanni Carlo Boschi, arcebispo titular de Ahens. Na mesma cerimônia foi consagrado Luigi Valenti Gonzaga, arcebispo titular de Cesaréia, futuro cardeal. Ele recebeu o pálio em 20 de agosto de 1764.
Criado cardeal sacerdote no consistório de 26 de setembro de 1766; o papa enviou-lhe o barrete vermelho com um breve apostólico datado de 27 de setembro de 1766; recebeu o chapéu vermelho em 11 de junho de 1767; e o título de S. Calisto, 15 de junho de 1767. Atribuído à SS. CC. de Bispos e Regulares, Conselho Tridentino, Visita Apostólica e Reverendo Fabric da basílica de São Pedro. Participou do conclave de 1769, que elegeu o Papa Clemente XIV. Em 1772, obteve do Papa Clemente XIV a edificação do Castel Clementino , com a colegiada de S. Marco no lugar da antiga denominada Servigliano . Ele celebrou um sínodo diocesano de 23 a 25 de maio de 1773. Participou do conclave de 1774-1775, que elegeu o Papa Pio VI. Abade commendatario de Campo Fellone, nas Marcas , março de 1775.
Morreu em Fermo em 2 de janeiro de 1777, no início da manhã, de uma apoplexia; depois de receber os sacramentos da Igreja com muita lucidez e devoção. Exposta na catedral de Fermo, onde se realizou o funeral com a participação do cabido e do clero; e enterrado naquela catedral, entre seus predecessores naquela sé. O elogio fúnebre foi feito pelo padre Nicolò Pietra, professor de eloquência na Universidade de Fermo. O elogio foi impresso em Fermo. Seu irmão, Giovanni Francesco, ergueu um monumento em sua memória na catedral de Fermo.